# Bulbophyllum pungens
Bulbophyllum pungens är en orkidéart som beskrevs av Rudolf Schlechter. Bulbophyllum pungens ingår i släktet Bulbophyllum och familjen orkidéer. Inga underarter finns listade i Catalogue of Life.